# Kutsowendis
Kutsowendis (gr. Κουτσοβέντης, tur. Güngör) – wieś na Cyprze, w dystrykcie Kirenia. Obecnie znajduje się w granicach Cypru Północnego.